# Benedetto D'Acquisto
Benedetto D'Acquisto, al secolo Raffaele D'Acquisto (Monreale, 1º febbraio 1790 – Palermo, 7 agosto 1867), è stato un arcivescovo cattolico, teologo e filosofo italiano.
Fu uno dei principali esponenti della storia del pensiero filosofico in Sicilia nell'800, fautore di quella linea ontologista che vide, allora, moltissimi seguaci in Sicilia e che mise in collegamento la riflessione filosofica siciliana con quella presente nel resto d'Italia, in particolare con la dottrina ed il pensiero di Vincenzo Gioberti.
Il suo pensiero risulta una sintesi fra la psicologia cartesiana ed il dinamismo di Leibniz a cui si aggiunge la tradizione teologica e filosofica cristiana che prende come punti di riferimento sant'Agostino e san Bonaventura da Bagnoregio.
Pubblicò numerose opere i cui contenuti spaziavano dal pensiero intorno a Dio al creazionismo, dall'onnicentrismo all'analisi dell'uomo come essere vitale che è insieme Potenza, Sapienza ed Amore.

## L'età giovanile
Benedetto D'Acquisto nacque come Raffaele D'Acquisto a Monreale il 1º febbraio 1790 da Niccolò D'Acquisto di professione calzolaio e da Maria Di Meo. Sin da giovanissimo manifestò uno spiccato interesse verso lo studio e per questo motivo fu iscritto dai genitori alla scuola del Seminario arcivescovile di Monreale. All'interno del seminario il sacerdote Benedetto Signorelli rimase favorevolmente colpito dalle grandi doti e dall'ingegno di Raffaele D'Acquisto e decise di fornirgli i mezzi economici necessari per continuare gli studi in quanto i genitori non potevano garantirgli l'accesso all'istruzione superiore. Fu in segno di riconoscenza nei confronti di questo sacerdote che Raffaele decise di cambiare il suo nome in Benedetto. Da quel momento in poi verrà, infatti, ricordato come Benedetto D'Acquisto.
Nel 1806 all'età di 16 anni entrò a far parte dell'Ordine dei Frati minori riformati a Palermo dove prima compì gli studi superiori in filosofia e teologia e poi divenne insegnante nello stesso convento. Successivamente otterrà anche la laurea in filosofia presso l'Università degli Studi di Palermo; insegnerà tale disciplina anche in corsi universitari presso il collegio San Rocco di Palermo sito in via Maqueda nel centro della città.

## L'età adulta, l'insegnamento universitario e le opere
Nel 1833 Benedetto D'Acquisto concorse alla cattedra di filosofia all'Università di Palermo, ma la scelta della commissione esaminatrice cadde su un altro candidato ed allora Benedetto D'Acquisto andò ad insegnare filosofia presso il Seminario arcivescovile di Palermo. Nel 1843 vinse il concorso per la cattedra di etica e diritto naturale all'Università di Palermo e fino al 1858, anno in cui venne eletto arcivescovo, vi dedicò le sue energie intellettuali migliori che gli valsero anche la carica alla vicepresidenza dell'Accademia di scienze, lettere ed arti di Palermo dal 1850 al 1858. Questo è anche il periodo in cui Benedetto D'Acquisto scrive e pubblica le sue opere principali ed in cui il suo pensiero raggiunge una grande fama anche all'estero.
Tra gli scritti più importanti di questo periodo si possono ricordare: Elementi di filosofia fondamentale del 1833 scritto insieme a Salvatore Mancino e Vincenzo Tedeschi Paternò Castello, il Sistema della scienza universale del 1850, la Genesi e natura del diritto di proprietà pubblicata a Palermo nel 1858 tradotta in francese e lodata persino da Napoleone III, il Trattato delle idee o Ideologia in cui portava a compimento la costruzione della sua filosofia teoretica e lo studio sulla Necessità dell'autorità e della legge del 1861 in cui D'Acquisto tratta tematiche inerenti al diritto.
Nel 1857 Benedetto D'Acquisto pubblica una delle sue opere più importanti intitolata la Cognizione della verità che rappresenta una sintesi armonica fra la filosofia e la teologia. In quest'opera egli sottolinea gli stretti rapporti tra il Creatore e le sue creature pur nella loro sostanziale ed infinita distinzione e differenza e presenta un'antropologia filosofico-teologica che concepisce l'uomo sotto un triplice aspetto (puro, trascendentale, fenomenico), caduto per sua libera scelta nell'errore e nel male, ma che pure ha in sé la condizione necessaria ma non sufficiente per la sua elevazione verso la verità e verso il bene, condizione che soltanto grazie ad una rivelazione esterna diventa sufficiente ed attuabile. Quest'opera rappresenta il punto massimo del pensiero del filosofo monrealese.
Oltre a questi scritti D'Acquisto ci ha lasciato anche un trattato di logica dal titolo Organo dello scibile umano, pubblicato postumo a Palermo nel 1871 ed un manoscritto inedito e privo di titolo attualmente conservato presso la Biblioteca comunale di Palermo.

## La carica di arcivescovo ed i moti insurrezionali
Benedetto D'Acquisto fu nominato arcivescovo di Monreale il 23 dicembre 1858 da papa Pio IX. Appena entrato nell'arcidiocesi dovette confrontarsi con un periodo turbolento caratterizzato dalla rivolta di Monreale del 4 aprile 1860, dall'arrivo delle truppe garibaldine e dal conseguente tramonto della monarchia borbonica.
Con la costituzione del Regno d'Italia versò una cospicua somma di denaro per equipaggiare la neonata Guardia Civica. Questo gesto gli meritò l'attenzione e la gratitudine di re Vittorio Emanuele II che in occasione della sua visita al duomo di Monreale volle premiare Benedetto D'Acquisto con la commenda all'Ordine Mauriziano con la motivazione di essersi distinto egregiamente nel campo della filosofia. Tuttavia nel 1866 scoppiò a Palermo la Rivolta del sette e mezzo, una violenta insurrezione antigovernativa che in breve tempo si estese anche ai territori limitrofi in particolare Monreale e Misilmeri. In questo contesto D'Acquisto fu nominato presidente del Comitato insurrezionale di Monreale con l'obiettivo di mantenere l'ordine pubblico nella cittadina normanna, ma non poté fare molto, perché di lì a poco la situazione degenerò ed i rivoltosi misero a ferro e fuoco la provincia di Palermo, causando la morte di 21 carabinieri e 10 guardie di pubblica sicurezza.
Dopo sette giorni l'insurrezione fu domata dalle truppe governative ma Benedetto D'Acquisto fu arrestato.
Il generale Raffaele Cadorna, inviato dal governo come regio commissario con il compito di reprimere la rivolta siciliana, nella sua relazione al Consiglio dei ministri del 12 ottobre 1866 accusò D'Acquisto di avere incoraggiato il moto rivoluzionario e lo qualificò come "notissimo e pericoloso reazionario". Fu rinchiuso in prigione prima a Monreale e poi in altre località per circa un mese insieme ad altri uomini illustri come Giuseppe de Spuches, famoso letterato, poeta ed archeologo.
Rimesso in libertà provvisoria nel 1866, nel febbraio del 1867 godette del provvedimento di amnistia e ritornò a Monreale per continuare la sua missione pastorale.

## Gli ultimi anni
Ritornato nel suo luogo natìo, si dedicò, dopo la diffusione del colera, all'assistenza di coloro che avevano contratto tale malattia. Tuttavia si ammalò anche lui e morì a Palermo il 7 agosto 1867. Fu tumulato nella chiesa di Santa Rosalia, una piccola parrocchia in campagna alla periferia di Monreale, ma nel 1900 dopo una solenne cerimonia le sue spoglie furono traslate nel duomo di Monreale.

## Il pensiero filosofico
Il suo pensiero filosofico, nell'ambito teoretico e delle relazioni logiche e dialettiche, si avvicina molto a quello platonico ed agostiniano con vistose influenze anche del pensiero di Bonaventura da Bagnoregio. Nell'ambito dell'ontologia si rifà alla scuola metafisica di Monreale, il cui più importante esponente fu Vincenzo Miceli (teologo), sacerdote e teologo, e di cui Benedetto D'Acquisto rappresenta il naturale seguace e studioso.
Il nucleo centrale della filosofia di D'Acquisto consiste nella sintesi fra psicologia ed ontologia.
Egli colloca nella coscienza il fondamento teoretico della conoscenza scientifica e divide le idee in tre categorie: le idee "sensibili" che riguardano il mondo materiale, le idee "intellettuali" concernenti il proprio essere e le idee "necessarie" relative a Dio. Questi tre tipi di idee coesistono contemporaneamente nello spirito umano. A queste tre categorie Benedetto D'Acquisto ne aggiunge una quarta definita come idee "di rapporto" che permettono all'individuo di esprimere giudizi e formulare ragionamenti.
Nell'analisi del processo conoscitivo egli crea la sua nozione di "Onnicentrismo" in cui riesce a trovare un equilibrio fra due poli apparentemente all'opposto: l'individualità e l'universalità.
Nella sua concezione onnicentrista riesce a far coesistere l'io individuale con l'io trascendentale sviluppando così un'unità reale fra intuizione sensibile ed intelletto.
Dall'unità tra intuizione ed intelletto si crea l'intuito intelligente che contiene in un nesso ontologico tutta l'umana vitalità e che mette in relazione l'individuo con l'intuito dell'azione creatrice dell'Essere Assoluto. Questa visione avvicina molto Benedetto D'Acquisto al pensiero di Rosmini e di Gioberti. Il filosofo monrealese tratta anche delle relazioni fra morale e diritto. L'azione derivante dall'attività dello spirito può rimanere all'interno dello spirito stesso senza manifestarsi all'esterno e trasformandosi così in un atto giuridico. Questo atto giuridico costituirà la legge morale che condurrà l'individuo a conformarsi alla natura, alla ragione ed a Dio. Tutto ciò rappresenta la sintesi perfetta fra l'essere naturale e l'essere spirituale.
Infine Benedetto D'Acquisto nella sua opera Corso di diritto naturale afferma che il diritto di proprietà è presente in ogni individuo che lo utilizza per raggiungere il suo scopo naturale.
Il diritto, dunque, nella vita dell'individuo tende essenzialmente alla conservazione, allo sviluppo e al perfezionamento della natura umana. Il diritto positivo, invece, ha l'obiettivo di far prendere coscienza all'individuo delle proprie azioni e di creare una perfetta armonia fra il diritto stesso e la moralità. Ma soltanto l'onnipotenza di Dio poteva, secondo D'Acquisto, portare alla coesistenza perfetta e senza contrasti fra fede e scienza.

## Opere principali
- Elementi di filosofia fondamentale (1833)
- Saggio sulla legge fondamentale del commercio fra l'anima ed il corpo e su di altre verità che vi hanno rapporto (1837)
- Prolusione alle lezioni di diritto naturale nell'Università di Palermo (1843)
- Discorso preliminare alle lezioni di diritto naturale ed etica (1844)
- Memoria estemporanea sul diritto e dovere del proprio perfezionamento (1844)
- Sistema della scienza universale (1850)
- Corso di filosofia morale (1851)
- Corso di diritto naturale e filosofia del diritto (1852)
- Cognizione della verità (1857)
- Trattato delle idee o Ideologia (1857)
- Genesi e natura del diritto di proprietà (1858)
- Necessità dell'autorità e della legge (1861)
- Teologia dogmatica e razionale (1862)
- Ragionamento sulla resurrezione dei corpi (1862)
- Organo dello scibile umano (1871, pubblicato postumo)

## Genealogia episcopale
La genealogia episcopale è:
- Cardinale Scipione Rebiba
- Cardinale Giulio Antonio Santori
- Cardinale Girolamo Bernerio, O.P.
- Arcivescovo Galeazzo Sanvitale
- Cardinale Ludovico Ludovisi
- Cardinale Luigi Caetani
- Cardinale Ulderico Carpegna
- Cardinale Paluzzo Paluzzi Altieri degli Albertoni
- Papa Benedetto XIII
- Papa Benedetto XIV
- Papa Clemente XIII
- Cardinale Giovanni Carlo Boschi
- Cardinale Bartolomeo Pacca
- Papa Gregorio XVI
- Cardinale Antonio Maria Cagiano de Azevedo
- Arcivescovo Benedetto D'Acquisto